# Lista de prefeitos de Formoso do Araguaia
Esta é a lista de prefeitos e vice-prefeitos do município de Formoso do Araguaia, estado brasileiro do Tocantins.

## Lista
| № | Prefeito (Nascimento–Falecimento) | Prefeito (Nascimento–Falecimento)                                  | Retrato                                                   | Partido político                                                                                 | Eleição                                                         | Período do governo (duração do governo)                   | Vice-prefeito                                                  | Cargo público anterior |
| - | --------------------------------- | ------------------------------------------------------------------ | --------------------------------------------------------- | ------------------------------------------------------------------------------------------------ | --------------------------------------------------------------- | --------------------------------------------------------- | -------------------------------------------------------------- | ---------------------- |
| 1 |                                   | Hermes Azevedo Coelho (Formoso do Araguaia, 05.01.1954–)           |                                                           | Partido Democrático Social PDS                                                                   | 1992                                                            | 1º de janeiro de 1993 até 31 de dezembro de 1996 (4 anos) | Wilmar Ribeiro Filho (16.08.1952–) (PDS)                       | [ 1 ]                  |
| 2 |                                   | Domingos Pereira Coelho                                            |                                                           | Partido do Movimento Democrático Brasileiro PMDB                                                 | 1996                                                            | 1º de janeiro de 1997 até 31 de dezembro de 2000 (4 anos) | Rogério Jácomo Michelletti (28.04.1956–) (PMDB)                | [ 2 ]                  |
| 3 |                                   | Hermes Azevedo Coelho (Formoso do Araguaia, 05.01.1954–)           |                                                           | Partido da Frente Liberal PFL                                                                    | 2000                                                            | 1º de janeiro de 2001 até 31 de dezembro de 2004 (4 anos) | h (1974–)                                                      | [ 3 ]                  |
| 4 |                                   | Pedro Rezende Tavares (Gilbués, 13.12.1963–)                       |                                                           | Partido Trabalhista Brasileiro PTB                                                               | 2004                                                            | 1º de janeiro de 2005 até 31 de dezembro de 2008 (4 anos) | Ivan Irigon Araújo (Tocantínia, 29.08.1953–) (PSDB)/(PR)       | [ 4 ]                  |
| 4 | 2008                              | Pedro Rezende Tavares (Gilbués, 13.12.1963–)                       | 1º de janeiro de 2009 até 31 de dezembro de 2012 (4 anos) | Partido Trabalhista Brasileiro PTB                                                               | [ 5 ]                                                           |                                                           | Ivan Irigon Araújo (Tocantínia, 29.08.1953–) (PSDB)/(PR)       |                        |
| 5 |                                   | Wagner Coelho de Oliveira, Wagner da Gráfica (Gurupi, 06.06.1970–) |                                                           | Partido Renovador Trabalhista Brasileiro PRTB"Avante Formoso" PRTB, PSDC, PHS, PDT, PEN, DEM, SD | 2012                                                            | 1º de janeiro de 2013 até 31 de dezembro de 2016 (4 anos) | Edvaldo Antonio da Silva, Bonanza (Fartura, 23.03.1961–) (PV)  | [ 6 ]                  |
| 5 | 2016                              | Wagner Coelho de Oliveira, Wagner da Gráfica (Gurupi, 06.06.1970–) | 1º de janeiro de 2017 até 31 de dezembro de 2020 (4 anos) | Partido Renovador Trabalhista Brasileiro PRTB"Avante Formoso" PRTB, PSDC, PHS, PDT, PEN, DEM, SD | Rosania Rodrigues Gama (Formoso do Araguaia, 07.06.1974–) (PDT) | [ 7 ]                                                     |                                                                |                        |
| 6 |                                   | Heno Rodrigues da Silva (Formoso do Araguaia, 21.04.1994–)         |                                                           | Partido Trabalhista Brasileiro PTB                                                               | 2020                                                            | 1° de janeiro de 2021 até 31 de dezembro de 2024          | Israel Borges Nunes, Kawê (Ceres, 11.05.1968–) (REP)           | [ 8 ]                  |
| 7 |                                   | Israel Borges Nunes, Israel Kawê (Ceres, 11.05.1968–)              |                                                           | Partido Socialista Brasileiro PSB                                                                | 2024                                                            | 1° de janeiro de 2025 até Atualidade                      | Robson Parente Santos (Formoso do Araguaia, 01.02.1970–) (MDB) | [ 9 ]                  |